# マグダ・ソーニャ
マグダ・ソーニャ（Magda Sonja、1886年5月23日 - 1974年8月20日）は、オーストリア＝ハンガリー帝国の女優。マタ・ハリを演じた最初の女優。

## 出演作品
- マタ・ハリ（マタ・ハリ）